# Sušna doba
Sušna doba je daljše obdobje leta, v katerem praviloma pade malo ali nič padavin v določeni regiji sveta. Območja, kjer se izmenjujeta izrazitejši sušna in deževna doba, so posejana po delih tropov in subtropov.
Po Köppnovi podnebni klasifikaciji za tropsko podnebje je mesec sušne dobe opredeljen kot mesec, v katerem znaša povprečna količina padavin manj kot 60 mm.
Zimska sušna doba je značilna za območja s tropskim savanskim in monsunskim podnebjem, medtem ko imajo območja s sredozemskim podnebjem deževne zime in suha poletja. Območja ob ekvatorju, kjer rastejo tropski deževni gozdovi, nimajo delitve na sušne in deževne dobe, tam so padavine enakomerno razporejene čez vse leto.